# Élections générales britanniques de 1983 au pays de Galles
Des élections générales britanniques ont lieu en 9 juin 1983 pour élire la 49e législature du Parlement du Royaume-Uni.

## Résultats
| Partis | Partis                     | Voix    | Voix  | Voix       | Total des sièges | Total des sièges |
| Partis | Partis                     | Votes   | %     | +/−        | Sièges           | +/−              |
| ------ | -------------------------- | ------- | ----- | ---------- | ---------------- | ---------------- |
|        | Parti travailliste gallois | 603 858 | 37,5  | 9,4        | 20 / 38          | 3                |
|        | Parti conservateur gallois | 499 310 | 31,0  | 1,2        | 14 / 38          | 2                |
|        | Alliance SDP - Libéraux    | 373 358 | 23,2  | 12,6       | 2 / 38           | 1                |
|        | Plaid Cymru                | 125 309 | 7,8   | 0,2        | 2 / 38           | stagnation       |
|        | Autres                     | 7 151   | 0,4   | 1,9        | 0 / 38           | stagnation       |
| Total  | Total                      |         | 100,0 | stagnation | 38 / 38          |                  |